# Radio Gemini One
Radio Gemini One era un'emittente radiofonica torinese operativa tra la fine degli anni 70 e la prima metà anni 80.

## Storia

### La prima: Radio Gemini One(Torino, 1975-1981)
Iniziò le trasmissioni sui 102,730 MHz alle ore 16:35 del 2 agosto 1975, con la canzone "Imagine" di John Lennon. Fondata da un gruppo di studenti poco più che ventenni, guidati da Guglielmo "Gulli" Bruno, una delle primissime "radio libere" italiane, quando in tutta Italia, in quel periodo, ne esisteva meno di una ventina. Fu anche la prima a trasmettere dalla città di Torino, in quanto Radio Torino International trasmetteva in realtà da Pinerolo, comune dell'hinterland torinese. Il nome "Gemini" prese ispirazione da una Radio pirata in lingua inglese che trasmetteva dal 1972 in Onde corte dall'Irlanda. Presto fu aggiunto il "One", per motivi eufonici. La radio copriva tutto il Piemonte con la sola potenza di 10 watt, e i primi tempi si poteva ricevere anche nella città di Milano . Entro tre anni, col proliferare delle emittenti, dovette dotarsi di un trasmettitore di 10.000 Watt per coprire al meglio la sola provincia di Torino. Cambiò diverse sedi operative: a Moncalieri, in Strada Santa Brigida, Torino in Corso Mediterraneo, Corso Francia 405/a, Via Carlo Alberto 47, Corso Unione Sovietica 256). Fu tra le prime a puntare sulla tecnologia, a sperimentare trasmissioni da postazioni mobili, e a lavorare con i fonici in regia, separati dai conduttori, ricalcando il modello della Rai e di Radio Monte Carlo. Fu anche tra le prime a curare molto il format, usando già dal 1977 autori, per i testi dei programmi culturali ,, programmatori per le scalette musicali ed elaborando jingle molto curati, sullo stile di Radio Luxembourg. In quell'anno gli studi della radio vennero utilizzati per girare alcune scene di "Torino violenta" di Carlo Ausino. I personaggi che appaiono nella scena però, non sono membri della radio, bensì attori del film. 

Studi di Radio Gemini One nel film "Torino violenta" del 1977

Terminò le trasmissioni nel 1981, cedendo la sua frequenza a Radio Radicale, ma la sua storia non finì lì.

### La seconda Radio Gemini One(Torino, 1987-1990)

Logo del 1990

Nel 1987 a Torino, Piero Chiambretti, Arturo Villone e un gruppo di ex collaboratori di Radio Gemini One che gravitavano attorno allo studio "Sigma", rifondarono la storica emittente torinese sulla frequenza dei 98 MHz. Nel giro di pochi mesi tornò ad essere l'ottava radio più ascoltata del capoluogo piemontese. In quel periodo, grazie a una collaborazione col quotidiano La Stampa di Torino, Radio Gemini One trasmetteva ogni ora i notiziari di Stampa Sera, e avviò anche collaborazioni con il settimanale Ciao 2001 per le classifiche musicali ed il mensile Astra per l'oroscopo. Restò attiva fino al 1990.

### La terza Radio Gemini One(Torino, 2009)
Nel 2009, grazie a Facebook, si riunisce il gruppo degli ex collaboratori della storica emittente torinese e, con spirito essenzialmente goliardico, Radio Gemini One rinasce così nella sua terza edizione. Dal gennaio 2010, a 35 anni dal suo esordio, ha ripreso a trasmettere sul web e sul digitale terrestre tv, con copertura di tutto il nord-ovest, sulle frequenze di Telecupole Piemonte. Nell'arco degli anni, e nelle sue varie edizioni, Radio Gemini One ospitò voci prestigiose, tra cui Piero Chiambretti, Bob Stewart e Benny Brown, di Radio Luxembourg, Mario Zucca ,Cabarettista di "Drive In" di Italia 1, Anna Radici, Doppiatrice di Radio RAI, Mr.Mixo, di Radio RAI e Radio Capital, e Maurizio Di Maggio di Radio Monte Carlo. Oltre a quest'ultimo, vennero realizzati nel tempo scambi nella conduzione l'emittente monegasca: il compianto Maurizio Eynard, Gabriella Giordano e Raffaella Bragazzi. Nell'attuale gruppo di Radio Gemini One figurano voci storiche che, dal 1975 ad oggi hanno partecipato a tutte le edizioni dell'emittente: Luigi (Gene) Genesio, Marco Murtas,  Mauro Morittu, Giorgio Moncagatta, (oggi presente con gli stessi programmi nelle webradio RadioStellaPiemonte e RadioR18 entrambe di Torino), Beppe Di Rienzo, Salvatore Ciccorelli (Cicco DJ), Marco Tripaldi. Collaboratori del primo gruppo sono stati anche Laura Mo, Ennio Dry, Flaviano Collin, Gianni Greco.

### La Radio Gemini di Padova
Nel 1982 un disc-jockey veneto, Emanuele Conte, che aveva iniziato la sua carriera a Torino, fondò a Padova una nuova Radio Gemini, dichiaratamente ispirata a quella torinese, divenendo in breve tempo una delle radio più ascoltate del triveneto, restando operativa fino a tutti gli anni novanta, quando fu acquisita da Radio Company.
Radio Gemini torna a trasmettere dalla fine del 2022, sotto la gestione del gruppo editoriale di Massimo Righetto, editore di Stereocittá, Radio Café e Radio Pocket.